# مسجد الحبيش
مسجد الحبيش أو مسجد الشيخ عبد العزيز العلجي هو مسجد تاريخي يقع في محافطة الأحساء في المنطقة الشرقية في المملكة العربية السعودية، ويعتبر من أقدم المساجد التاريخية في الأحساء.

## الموقع
يقع في حي الرفعة الجنوبية في وسط مدينة الهفوف بمحافطة الأحساء.

## التاريخ
أنشي المسجد في القرن الثالث عشر الهجري. كان مسجد الحبيش منارة للعلم، حيث درس فيه الشيخ عبد العزيز بن صالح العلجي من كبار علماء الأحساء في الفقه المالكي والنحو.

## العمارة
يحتوي المسجد على طراز معماري فريد، ورواق ذي عقود دائرية، والمسجد مبني من الحجر الجيري، والطين وسقفه من خشب الشندل وأعواد البامبو والحصير، بلغت مساحة المسجد قبل التطوير 318 متر مربع، واتسع لـ 80 مصليًا، وتكون المسجد من بيت للصلاة بمساحة 13.56*3.18 متر مربع، وخلوة بمساحة 1373*2.68 متر مربع، وفناء 84 متر، ودورات مياه بمساحة 8.16*3.25 متر مربع، وغرفة للإمام ملحق بها دورة مياه، ومئذنة مربعة الشكل يبلغ ارتفاعها 5.48 متر.
وبعد عملية تطوير المساجد التاريخية ضمن مشروع محمد بن سلمان آل سعود في عام 2020 اتسع المسجد إلي بيت الصلاة، والخلوة، والسرحة، والمئذنة، ومستودع، ومصلى للسيدات، ودورات مياه للرجال والسيدات، واتسع لـ 90 مصليًا.